# Olasz
Olasz es un pueblo ubicado en el distrito de Bóly, en el condado de Baranya, Hungría.

## Superficie
Posee una superficie de 10,29 kilómetros cuadrados.

## Demografía
Hasta 2019 la población era de 627 habitantes, con una densidad de población de 60,93 habitantes por kilómetro cuadrado.